# 展喜
展喜，姬姓，展氏，名喜，字乙。春秋時期魯國人，魯孝公之子公子展的後代，柳下惠、盜跖之兄弟。

## 展喜犒師
魯僖公二十六年（前634年）齊孝公伐魯，僖公派他犒勞齊軍，他向展禽請教計謀，齊軍未入境而迎之：「寡君聞君親舉玉趾，將辱於敝邑，使下臣犒執事。」齊侯問：「魯人恐乎？」答：「小人恐矣，君子則否。」：「室如縣磐，野無青草，何恃而不恐？」「恃先王之命。昔周公、大公股肱周室，夾輔成王。成王勞之，而賜之盟，曰：『世世子孫無相害也！』載在盟府，大師職之。桓公是以糾合諸侯，而謀其不協，彌縫其闕，而匡救其災，昭舊職也。及君即位，諸侯之望曰：『其率桓之功！』我敝邑用是不敢保聚，曰：『豈其嗣世九年，而棄命廢職？其若先君何？君必不然。』恃此而不恐。」齊侯乃還。